# UCI Europe Tour de 2005
A União Ciclista Internacional criou a partir do ano 2005 os Circuitos Continentais da UCI. Em fevereiro desse ano começou o UCI Europe Tour. Levou-se a cabo entre fevereiro e outubro onde se disputaram 298 competições, outorgando pontos aos primeiros classificados das etapas e à classificação final. Ademais, apesar de não estar no calendário, também pontuaram os campeonatos nacionais com um barómetro dependendo o nível ciclista da cada país.
O ganhador a nível individual foi o brasileiro Murilo Fischer, por equipas triunfou o Ceramica Panaria-Navigare, enquanto por países foi Itália quem obteve mais pontos.

## Categorias
Com a nova estrutura que realizou a UCI em 2005 e a criação de uma competição de máxima categoria (o UCI ProTour), as corridas mais importantes da Europa passaram a fazer parte deste calendário. Assim, as corridas que lhe seguiam em nível passaram a ser as de máxima categoria dentro do Circuito Continental Europeu. A maioria passaram de ser 1.1 a 1.hc e 2.1 a 2.hc, ainda que outras deram um salto maior e passaram de 2.2 a 2.hc como as voltas a Dinamarca Luxemburgo e Portugal e inclusive de 2.3 a 2.hc como o Tour de Valônia e a Volta à Baviera. Em definitiva, na primeira edição do UCI Europe Tour, foram 26 as corridas de máxima categoria. No seguinte quadro mostram-se as corridas com maior pontuação desta edição do UCI Europe Tour ordenado por países, para o resto das competições veja-se: Corridas do UCI Europe Tour de 2005
| Corrida                      | Categoria |
| ---------------------------- | --------- |
| Grande Prêmio de Frankfurt   | 1.hc      |
| Volta à Baviera              | 2.hc      |
| Omloop Het Volk              | 1.hc      |
| E3 Prijs Harelbeke           | 1.hc      |
| Três Dias de Bruges–De Panne | 2.hc      |
| Grande Prêmio de l'Escaut    | 1.hc      |
| Tour de Valônia              | 2.hc      |
| Paris-Bruxelas               | 1.hc      |
| Volta à Dinamarca            | 2.hc      |
| Semana Catalã                | 2.hc      |
| Bicicleta Basca              | 2.hc      |
| Volta a Burgos               | 2.hc      |

| Corrida                            | Categoria |
| ---------------------------------- | --------- |
| Critérium Internacional            | 2.hc      |
| Quatro Dias de Dunquerque          | 2.hc      |
| Grande Prêmio de Fourmies          | 1.hc      |
| Milano-Torino                      | 1.hc      |
| Giro de Lazio                      | 1.hc      |
| Tre Valli Varesine                 | 1.hc      |
| Giro do Veneto                     | 1.hc      |
| Coppa Placci                       | 1.hc      |
| Giro de Emília                     | 1.hc      |
| Giro do Piemonte                   | 1.hc      |
| Volta ao Luxemburgo                | 2.hc      |
| Veenendaal-Veenendaal              | 1.hc      |
| Volta a Portugal                   | 2.hc      |
| Grande Prêmio do Cantão de Argovia | 1.hc      |

## Calendário
Contou com as seguintes provas, tanto por etapas como de um dia.

### Fevereiro
| Data               | Corrida                                | Cat. | Ganhador                   | Equipa do ganhador                   |
| ------------------ | -------------------------------------- | ---- | -------------------------- | ------------------------------------ |
| align="center"\| 1 | Grande Prêmio a Marsellesa             | 1.1  | Nicki Sørensen             | CSC                                  |
| 2 ao 6             | Estrela de Bessèges                    | 2.1  | Freddy Bichot              | Française des Jeux                   |
| 6                  | Challenge de Mallorca                  | 1.1  | Óscar Freire               | Rabobank                             |
| 6                  | Grande Prêmio Costa dos Etruscos       | 1.1  | Alessandro Petacchi        | Fassa Bortolo                        |
| 7                  | Troféu Alcudia                         | 1.1  | Óscar Freire               | Rabobank                             |
| 8                  | Troféu Manacor                         | 1.1  | Alejandro Valverde         | Illes Balears-Caisse d'Epargne       |
| 9                  | Troféu Soller                          | 1.1  | Alejandro Valverde         | Illes Balears-Caisse d'Epargne       |
| 9 ao 13            | Tour do Mediterrâneo                   | 2.1  | Jens Voigt                 | CSC                                  |
| 10                 | Troféu Calvia                          | 1.1  | Antonio Colom              | Illes Balears-Caisse d'Epargne       |
| 10 ao 13           | Grande Prêmio Internacional Costa Azul | 2.1  | Rubén Plaza                | Comunidade Valenciana                |
| 13 ao 17           | Volta à Andaluzia                      | 2.1  | Francisco Cabello          | Comunidade Valenciana                |
| 15                 | Troféu Laigueglia                      | 1.1  | Kim Kirchen                | Fassa Bortolo                        |
| 16 ao 20           | Volta ao Algarve                       | 2.1  | Hugo Sabido                | Paredes Rota dos Móveis-Beira Tâmega |
| 19                 | Tour du Haut-Var                       | 1.1  | Philippe Gilbert           | Française des Jeux                   |
| 19                 | Troféu Luis Puig                       | 1.1  | Alessandro Petacchi        | Fassa Bortolo                        |
| 19 ao 20           | Critérium des Espoirs                  | 2.2  | Jean Mespoulède            | Auber 93                             |
| 20                 | Clássica Haribo                        | 1.1  | Gorik Gardeyn              | MrBookmaker-Sports Tech              |
| 22 ao 26           | Volta a Valencia                       | 2.1  | Itália Alessandro Petacchi | Fassa Bortolo                        |
| 26                 | GP Chiasso                             | 1.1  | Kim Kirchen                | Fassa Bortolo                        |
| 26                 | Omloop Het Volk                        | 1.hc | Nick Nuyens                | Quick Step                           |
| 26                 | Beverbeek Classic                      | 1.2  | Jarno Van Mingeroet        | Profel                               |
| 27                 | Clássica de Almeria                    | 1.1  | José Iván Gutiérrez        | Illes Balears-Caisse d'Epargne       |
| 27                 | Kuurne-Bruxelas-Kuurne                 | 1.1  | George Hincapie            | Discovery Channel                    |
| 27                 | Grande Prêmio de Lugano                | 1.1  | Rik Verbrugghe             | Quick Step                           |

### Março
| Data                      | Corrida                            | Cat. | Ganhador              | Equipa do ganhador             |
| ------------------------- | ---------------------------------- | ---- | --------------------- | ------------------------------ |
| align="center"\| 2 ao 6   | Volta a Múrcia                     | 2.1  | Koldo Gil             | L.A. Alumínios-Liberty Seguros |
| align="center"\| 5        | Milano-Torino                      | 1.hc | Fabio Sacchi          | Fassa Bortolo                  |
| align="center"\| 6        | Troféu Zssdi                       | 1.2  | Maurizio Biondo       | GS Promosport                  |
| align="center"\| 6        | Grande Prêmio Villa de Lillers     | 1.2  | Johan Coenen          | MrBookmaker-Sports Tech        |
| align="center"\| 6        | Giro do Lago Maggiore              | 1.2  | Mauro Santambrogio    | LPR                            |
| align="center"\| 6        | Les Monts du Luberon               | 1.2  | Florent Brard         | Agritubel                      |
| align="center"\| 7        | Giro da Província de Lucca         | 1.1  | Mario Cipollini       | Liquigas-Bianchi               |
| align="center"\| 10 ao 13 | GP Internacional do Oeste RTP      | 2.2  | Cândido Barbosa       | L.A. Alumínios-Liberty Seguros |
| align="center"\| 13       | Porec Trophy                       | 1.2  | Jochen Summer         | ELK Haus-Simplon               |
| align="center"\| 13       | Paris-Troyes                       | 1.2  | Florent Brard         | Agritubel                      |
| align="center"\| 13       | Troféu Franco Balestra             | 1.2  | Branislau Samoilau    | Palazzago AB Isolanti          |
| align="center"\| 13       | Omloop van het Waasland            | 1.2  | Gorik Gardeyn         | MrBookmaker-Sports Tech        |
| align="center"\| 13       | Giro do Mendrisiotto               | 1.2  | Michele Maccanti      | LPR                            |
| align="center"\| 13       | Burdeos-Saintes                    | 1.2  | John Nilsson          | Auber 93                       |
| align="center"\| 16       | Nokere Koerse                      | 1.1  | Steven De Jongh       | Rabobank                       |
| align="center"\| 17 ao 20 | Istrian Spring Trophy              | 2.2  | Borut Božič           | Perutnina Ptuj                 |
| align="center"\| 18       | Clássica de Loire-Atlantique       | 1.2  | José Alberto Martínez | Agritubel                      |
| align="center"\| 20       | Grande Prêmio Cholet-Pays de Loire | 1.1  | Pierrick Fédrigo      | Bouygues Telecom               |
| align="center"\| 20       | Grande Prêmio Rudy Dhaenens        | 1.1  | Koen Barbé            | Chocolade Jacques-T Interim    |
| align="center"\| 20       | La Roue Tourangelle                | 1.2  | Gilles Canouet        | Agritubel                      |
| align="center"\| 20       | Grande Prêmio San Giuseppe         | 1.2  | Martin Pedersen       | GLS                            |
| align="center"\| 20       | Stausee-Rundfahrt Klingnau         | 1.1  | Danilo Napolitano     | LPR                            |
| align="center"\| 21 ao 25 | Semana Catalã                      | 2.hc | Alberto Contador      | Liberty Seguros                |
| align="center"\| 21 ao 27 | Volta à Normandia                  | 2.2  | Kai Reus              | Rabobank Continental           |
| align="center"\| 22 ao 26 | Semana Coppi e Bartali             | 2.1  | Franco Pellizotti     | Liquigas-Bianchi               |
| align="center"\| 23       | Através de Flandres                | 1.1  | Niko Eeckhout         | Chocolade Jacques-T Interim    |
| align="center"\| 23       | Grande Prêmio Waregem              | 1.2  | Romain Fondard        | VC Roubaix                     |
| align="center"\| 25 ao 29 | The Paths of King Nikola           | 2.2  | Mitja Mahorič         | Perutnina Ptuj                 |
| align="center"\| 26       | E3 Prijs Harelbeke                 | 1.hc | Tom Boonen            | Quick Step                     |
| align="center"\| 26 ao 27 | Critérium Internacional            | 2.hc | Bobby Julich          | CSC                            |
| align="center"\| 27       | Flecha Brabanzona                  | 1.1  | Óscar Freire          | Rabobank                       |
| align="center"\| 28       | Volta a Colónia                    | 1.1  | David Kopp            | Wiesenhof                      |
| align="center"\| 28       | Giro de Reggio Calabria            | 1.1  | Gianluca Coletta      | Ceramica Panaria-Navigare      |
| align="center"\| 28       | Giro do Belvedere                  | 1.2  | Guillermo Bongiorno   | Ceramica Panaria-Navigare      |
| align="center"\| 29       | Paris-Camembert                    | 1.1  | Laurent Brochard      | Bouygues Telecom               |
| align="center"\| 29       | Grande Prêmio Palio do Recioto     | 1.2  | Andrei Kunitski       | Palazzago AB Isolanti          |
| align="center"\| 29 ao 31 | Três Dias de Bruges–De Panne       | 2.hc | Stijn Devolder        | Discovery Channel              |

### Abril
| Data                      | Corrida                                   | Cat. | Ganhador                   | Equipa do ganhador         |
| ------------------------- | ----------------------------------------- | ---- | -------------------------- | -------------------------- |
| align="center"\| 1        | Route Adélie                              | 1.1  | Daniele Contrini           | Team LPR                   |
| align="center"\| 1 ao 3   | Triptyque des Monts et Châteaux           | 2.2  | Marc de Maar               | Rabobank Continental       |
| align="center"\| 2        | Hel van het Mergelland                    | 1.1  | Nico Sijmens               | Landbouwkrediet-Colnago    |
| align="center"\| 2        | Grande Prêmio Miguel Indurain             | 1.1  | Javier Pascual Rodríguez   | Comunidade Valenciana      |
| align="center"\| 2        | Boucle de l'Artois                        | 1.2  | Jérôme Bouchet             | Vélo Clube Roubaix         |
| align="center"\| 3        | Grande Prêmio da Villa de Rennes          | 1.1  | Ludovic Turpin             | Ag2r Prévoyance            |
| align="center"\| 3        | Tour do Lago Léman                        | 1.2  | Jonas Ljungblad            | Amore & Vita-Beretta       |
| align="center"\| 3        | Archer Grand Prix                         | 1.2  | John Tanner                | Tritech                    |
| align="center"\| 5 ao 8   | Circuito de la Sarthe                     | 2.1  | Sylvain Chavanel           | Cofidis                    |
| align="center"\| 6 ao 10  | Cinturón a Mallorca                       | 2.2  | Dmitry Kozontchuk          | Rabobank Continental       |
| align="center"\| 6 ao 10  | Semana Lombarda                           | 2.2  | Riccardo Riccò             | Grassi-Marco Pantani       |
| align="center"\| 7        | Grande Prêmio Pino Cerami                 | 1.1  | Kai Reus                   | Rabobank Continental       |
| align="center"\| 8 ao 10  | Circuito das Ardenas                      | 2.2  | Florian Morizot            | UV Aube                    |
| align="center"\| 9        | Tour de Drenthe                           | 1.1  | Marcel Sieberg             | Lamonta                    |
| align="center"\| 10       | Grande Prêmio da Ville de Nogent-sur-Oise | 1.2  | Tristan Valentin           | Auber 93                   |
| align="center"\| 10       | Klasika Primavera                         | 1.1  | David Etxebarría           | Liberty Seguros            |
| align="center"\| 13       | Grande Prêmio de l'Escaut                 | 1.hc | Thorwald Veneberg          | Rabobank                   |
| align="center"\| 13 ao 17 | Volta a Aragão                            | 2.1  | Rubén Plaza                | Comunidade Valenciana      |
| align="center"\| 13 ao 17 | Tour de Loir-et-Cher                      | 2.2  | Marc de Maar               | Rabobank Continental       |
| align="center"\| 14       | Grande Prêmio de Denain                   | 1.1  | Jimmy Casper               | Cofidis                    |
| align="center"\| 15       | Veenendaal-Veenendaal                     | 1.hc | Paul van Schalen           | AXA                        |
| align="center"\| 15 ao 17 | Tour Nord-Isère                           | 2.2  | Maint Berkenbosch          | Trientalis-Apac            |
| align="center"\| 16       | Tour de Finistère                         | 1.1  | Simon Gerrans              | Ag2r Prévoyance            |
| align="center"\| 17       | Tro Bro Leon                              | 1.1  | Tristan Valentin           | Auber 93                   |
| align="center"\| 17       | Giro d'Oro                                | 1.1  | Luca Mazzanti              | Ceramica Panaria-Navigare  |
| align="center"\| 17       | Tour de Düren                             | 1.2  | Robert Retschke            | ComNet-Senges              |
| align="center"\| 18 ao 22 | Tour da Grécia                            | 2.2  | Valeriy Dmitriyev          | Seleção do Cazaquistão     |
| align="center"\| 19 ao 22 | Giro do Trentino                          | 2.1  | Julio Alberto Pérez Cuapio | Ceramica Panaria-Navigare  |
| align="center"\| 20 ao 24 | Volta à Baixa Saxónia                     | 2.1  | Stefan Schumacher          | Shimano-Memory Corp        |
| align="center"\| 20 ao 24 | Volta a Extremadura                       | 2.2  | Luis Roberto Álvarez       | Cropusa Burgos             |
| align="center"\| 21 ao 24 | Szlakiem Grodów Piastowskich              | 2.2  | Zbigniew Piątek            | Intel-Action               |
| align="center"\| 22 ao 24 | Volta à La Rioja                          | 2.1  | Javier Pascual Rodríguez   | Comunidade Valenciana      |
| align="center"\| 23 ao 27 | Grande Prêmio de Sochi                    | 2.2  | Alexander Khatuntsev       | Omnibike Dynamo Moscou     |
| align="center"\| 24       | Giro dos Apeninos                         | 1.1  | Gilberto Simoni            | Lampre-Caffita             |
| align="center"\| 24       | Volta aos Países Baixos Setentrionais     | 1.1  | Paul van Schalen           | AXA                        |
| align="center"\| 24       | Tour de Berna                             | 1.1  | René Weissinger            | Volksbank Leingruber Ideal |
| align="center"\| 24       | Paris-Mantes-en-Yvelines sub-23           | 1.2  | Maxime Méderel             | Auber 93                   |
| align="center"\| 24       | Troféu Torino-Biella                      | 1.2  | Denis Shkarpeta            | Cerâmica Pagnoncelli       |
| align="center"\| 25       | Gran Premio della Liberazione             | 1.2  | Christopher Sutton         | Seleção da Austrália       |
| align="center"\| 25 ao 1  | Tour de Bretanha                          | 2.2  | Stéphane Pétilleau         | Bretagne-Jean Floc'h       |
| align="center"\| 26 ao 1  | Giro das Regiões                          | 2.2  | Luigi Sestili              | Seleção da Itália          |
| align="center"\| 27 ao 30 | Circuito de Lorraine                      | 2.1  | Andris Naudužs             | Naturino-Sapore di Mare    |
| align="center"\| 27 ao 1  | Volta a Castela e Leão                    | 2.1  | Carlos García Quesada      | Comunidade Valenciana      |
| align="center"\| 30       | Grande Prêmio Herning                     | 1.1  | Michael Blaudzun           | Team CSC                   |
| align="center"\| 30       | GP Industria & Artigianato di Larciano    | 1.1  | Luca Mazzanti              | Ceramica Panaria-Navigare  |

### Maio
| Data                      | Corrida                                     | Cat. | Ganhador               | Equipa do ganhador                   |
| ------------------------- | ------------------------------------------- | ---- | ---------------------- | ------------------------------------ |
| align="center"\| 1        | Grande Prêmio de Frankfurt                  | 1.hc | Erik Zabel             | T-Mobile                             |
| align="center"\| 1        | CSC Classic                                 | 1.1  | Jacob Rasmussen        | GLS                                  |
| align="center"\| 1        | Troféu dos Escaladores                      | 1.1  | Philippe Gilbert       | Française des Jeux                   |
| align="center"\| 1        | Giro de Toscana                             | 1.1  | Daniele Bennati        | Lampre-Caffita                       |
| align="center"\| 1        | Memorial Andrzeja Trochanowskiego           | 1.2  | František Raboň        | PSK Whirlpool                        |
| align="center"\| 1        | Ereprijs Victor De Bruyne                   | 1.2  | Hamish Haynes          | Cyclingnews.com                      |
| align="center"\| 1 ao 8   | Volta à Turquia                             | 2.2  | Svetoslav Tchanliev    | Burgas                               |
| align="center"\| 2        | Grande Prêmio de Moscovo                    | 1.2  | Alexei Schmidt         | Omnibike Dynamo Moscou               |
| align="center"\| 2 ao 5   | Uniqa Classic                               | 2.1  | Bram de Groot          | Rabobank                             |
| align="center"\| 3        | Majowy Wyścig Klasyczny-Lublin              | 1.2  | Cezary Zamana          | Intel-Action                         |
| align="center"\| 3        | Mayor Cup                                   | 1.2  | Ivan Terenine          | Omnibike Dynamo Moscou               |
| align="center"\| 3        | Coppa Città dei Asti                        | 1.2  | Fabio Sabatini         | Pedale Larigiano                     |
| align="center"\| 4 ao 8   | Quatro Dias de Dunquerque                   | 2.hc | Pierrick Fédrigo       | Bouygues Telecom                     |
| align="center"\| 5        | Neuseen Classics                            | 1.2  | Marek Maciejewski      | Grupa PSB                            |
| align="center"\| 5 ao 8   | Flèche du Sud                               | 2.2  | Wolfram Wiese          | ComNet-Senges                        |
| align="center"\| 5 ao 9   | Cinco Anéis de Moscovo                      | 2.2  | Eduard Vorganov        | Omnibike Dynamo Moscou               |
| align="center"\| 7        | Tour de Overijssel                          | 1.2  | Arno Wallaard          | Bert Story-Piels                     |
| align="center"\| 7 ao 8   | Clássica de Alcobendas                      | 2.1  | Pavel Tonkov           | LPR                                  |
| align="center"\| 7 ao 15  | Tour de Thuringe                            | 2.2  | Kai Reus               | Rabobank Continental                 |
| align="center"\| 8        | Troféu Alcide Degasperi                     | 1.2  | David Garbelli         | Especifique San Marco Caneva         |
| align="center"\| 8        | Omloop der Kempen                           | 1.2  | Niki Terpstra          | AXA                                  |
| align="center"\| 8        | Grande Prêmio Indústrias do Mármore         | 1.2  | Alessio Signego        | Promo Ciclo Publysport               |
| align="center"\| 8        | Lincoln International Grand Prix            | 1.2  | Russell Downing        | Recycling.co.uk                      |
| align="center"\| 11       | Memorial Oleg Dyachenko                     | 1.2  | Maxim Karpatchev       | Omnibike Dynamo Moscou               |
| align="center"\| 11 ao 15 | Volta a Renania-Palatinado                  | 2.1  | Stefan Schumacher      | Shimano-Memory Corp                  |
| align="center"\| 12 ao 15 | Grande Prêmio Sunny Beach                   | 2.2  | Evgeni Gerganov        | Seleção da Bulgária                  |
| align="center"\| 13 ao 15 | Tour de Picardie                            | 2.1  | Janek Tombak           | Cofidis                              |
| align="center"\| 13 ao 16 | Tour de Berlim                              | 2.2  | Dominique Cornu        | Bodysol-Win for Life-Jong Vlaanderen |
| align="center"\| 14 ao 22 | Tour de Olympia                             | 2.2  | Stef Clement           | Rabobank Continental                 |
| align="center"\| 15       | Circuito do Porto-Troféu Arvedi             | 1.2  | Maximiliano Richeze    | Parolin Sorelle Ramonda              |
| align="center"\| 16       | Grand Prix de Villers-Cotterêts             | 1.1  | Bradley McGee          | Française des Jeux                   |
| align="center"\| 19 ao 22 | Ronde de l'Isard d'Ariège                   | 2.2  | Eduardo Gonzalo        | FC Barcelona                         |
| align="center"\| 21       | Clássica Memorial Txuma                     | 1.2  | Nikolay Trusov         | Lokomotiv                            |
| align="center"\| 22       | Tour de Vendée                              | 1.1  | Suécia Jonas Ljungblad | Amore & Vita-Beretta                 |
| align="center"\| 22 ao 29 | FBD Insurance Rás                           | 2.2  | Chris Newton           | Recycling.co.uk                      |
| align="center"\| 24 ao 29 | Volta a Navarra                             | 2.2  | Pavel Brutt            | Lokomotiv                            |
| align="center"\| 25 ao 29 | Volta à Bélgica                             | 2.1  | Tom Boonen             | Quick Step                           |
| align="center"\| 25 ao 29 | Volta à Baviera                             | 2.hc | Michael Rich           | Gerolsteiner                         |
| align="center"\| 25 ao 29 | Volta ao Alentejo                           | 2.1  | Xavier Tondo           | Cataluña-Angel Mir                   |
| align="center"\| 25 ao 29 | Tour de Gironde                             | .2   | Charles Guilbert       | Bretagne-Jean Floc'h                 |
| align="center"\| 27       | SEB Tartu GP                                | 1.1  | Tomas Vaitkus          | Ag2r Prévoyance                      |
| align="center"\| 27       | Grande Prêmio Jamp                          | 1.2  | Andrey Mizourov        | Capec                                |
| align="center"\| 28       | Grande Prêmio EOS Tallinn                   | 1.1  | Janek Tombak           | Nesebar                              |
| align="center"\| 28       | Grande Prêmio Möbel Alvisse                 | 1.2  | James Perry            | Konica Minolta                       |
| align="center"\| 28       | Grande Prêmio Kooperativa                   | 1.2  | Piotr Przydział        | DHL-Author                           |
| align="center"\| 29       | Grande Prêmio de Llodio                     | 1.1  | David Ferreiro         | Euskaltel-Euskadi                    |
| align="center"\| 29       | Grande Premeio Águas Minerales de Beckerich | 1.2  | Arno Wallaard          | Bert Story-Piels                     |
| align="center"\| 29       | Grande Prêmio Palma                         | 1.2  | Olexandr Klimenko      | Grupa PSB                            |
| align="center"\| 29       | Paris-Roubaix sub-23                        | 1.2  | Dmitry Kozontchuk      | Rabobank Continental                 |

### Junho
| Data                      | Corrida                                           | Cat. | Ganhador              | Equipa do ganhador                   |
| ------------------------- | ------------------------------------------------- | ---- | --------------------- | ------------------------------------ |
| align="center"\| 1 ao 5   | Bicicleta Basca                                   | 2.hc | Eladio Jiménez        | Comunidade Valenciana                |
| align="center"\| 2 ao 5   | Volta ao Luxemburgo                               | 2.hc | László Bodrogi        | Crédit Agricole                      |
| align="center"\| 4        | Grande Prêmio de Schwarzwald                      | 1.1  | Fabian Wegmann        | Gerolsteiner                         |
| align="center"\| 5        | Grande Prêmio do Cantón de Argovia                | 1.hc | Alexandre Moos        | Phonak                               |
| align="center"\| 5        | Coppa della Pace                                  | 1.2  | Vasil Kiryienka       | Phonak                               |
| align="center"\| 5        | Memorial Philippe Van Coningsloo                  | 1.2  | Hans Dekkers          | Rabobank Continental                 |
| align="center"\| 5        | Grande Prêmio de Kranj                            | 1.2  | Martin Hvastija       | Perutnina Ptuj                       |
| align="center"\| 6 ao 11  | Volta a Lérida                                    | 2.2  | Branislau Samoilau    | Phonak                               |
| align="center"\| 7 ao 12  | Baltyk-Karkonosze Tour                            | 2.2  | Radosław Romanik      | DHL-Author                           |
| align="center"\| 8 ao 12  | Ringerike Grand Prix                              | 2.2  | Are Hunsager Andresen | Sparebanken Vest                     |
| align="center"\| 9 ao 12  | Volta à Eslovénia                                 | 2.1  | Przemysław Niemiec    | Miche                                |
| align="center"\| 10 ao 12 | Grande Prêmio CTT Correios de Portugal            | 2.1  | Alexei Markov         | Milaneza-Maia                        |
| align="center"\| 12       | Flèche Hesbignonne                                | 1.2  | Geert Verheyen        | Landbouwkrediet-Colnago              |
| align="center"\| 14 ao 19 | Volta à Sérvia                                    | 2.2  | Matija Kvasina        | Perutnina Ptuj                       |
| align="center"\| 15       | Subida ao Naranco                                 | 1.1  | Rinaldo Nocentini     | Acqua & Sapone-Adria Mobil           |
| align="center"\| 15 ao 18 | Ster Elektrotoer                                  | 2.1  | Stefan Schumacher     | Shimano-Memory Corp                  |
| align="center"\| 15 ao 21 | Circuito Montanhês                                | 2.2  | Sergio Domínguez      | Spiuk                                |
| align="center"\| 16 ao 19 | Route du Sud                                      | 2.1  | Sandy Casar           | Française des Jeux                   |
| align="center"\| 16 ao 19 | Tour de Mainfranken                               | 2.2  | Matthieu Ladagnous    | Seleção da França                    |
| align="center"\| 16 ao 19 | Boucles de la Mayenne                             | 2.2  | Aleksandr Kuschynski  | Amore & Vita-Beretta                 |
| align="center"\| 17 ao 21 | Volta às Astúrias                                 | 2.1  | Adolfo García Quesada | Comunidade Valenciana                |
| align="center"\| 19       | Raiffeisen G. P.                                  | 1.2  | Krzysztof Ciesielski  | DHL-Author                           |
| align="center"\| 19       | Flecha das Ardenas                                | 1.2  | Francis De Greef      | Bodysol-Win for Life-Jong Vlaanderen |
| align="center"\| 22       | Bruxelles-Ingooigem                               | 1.1  | Bert Roesems          | Davitamon-Lotto                      |
| align="center"\| 22       | Tour de Frise                                     | 1.1  | Stefan van Dijk       | MrBookmaker-Sports Tech              |
| align="center"\| 26       | Giro delle Valli Aretine                          | 1.2  | Gianluca Moi          | Palazzago-Abi Isolanti               |
| align="center"\| 28       | Troféu Cidade de Brescia                          | 1.2  | Matteo Bono           | Egidio Unidelta                      |
| align="center"\| 29 ao 3  | Corrida da Solidariedade e dos Campeões Olímpicos | 2.1  | Piotr Wadecki         | Intel-Action                         |

### Julho
| Data                      | Corrida                                    | Cat. | Ganhador                  | Equipa do ganhador                   |
| ------------------------- | ------------------------------------------ | ---- | ------------------------- | ------------------------------------ |
| align="center"\| 2        | Tour de Jura                               | 1.2  | Glen Chadwick             | Cyclingnews.com                      |
| align="center"\| 2        | Cronoscalata Gardone V.T.-Prati di Caregno | 1.2  | Branislau Samoilau        | Seleção da Bielorrússia              |
| align="center"\| 3        | Tour du Doubs                              | 1.1  | Philip Deignan            | Ag2r Prévoyance                      |
| align="center"\| 3        | Troféu Matteotti                           | 1.1  | Ruggero Marzoli           | Acqua & Sapone-Adria Mobil           |
| align="center"\| 3        | Freccia di Vini                            | 1.2  | Maurizio Bellin           | Acqua & Sapone-Adria Mobil           |
| align="center"\| 4        | Chieti-Casalincontrada-Block-Haus          | 1.2  | Paul Crake                | Radrennteam Graz Corratec            |
| align="center"\| 4 ao 10  | Volta à Áustria                            | 2.1  | Juan Miguel Mercado       | Quick Step                           |
| align="center"\| 6 ao 10  | Troféu Joaquim Agostinho                   | 2.1  | Gerardo Fernández         | Paredes Rota dos Móveis-Beira Tâmega |
| align="center"\| 7 ao 9   | Grande Prêmio Ciclista de Gemenc           | 1.2  | Martin Prazdnovsky        | CK ZP Sport A.S. Podbrezova          |
| align="center"\| 8        | Campeonato Europeu Contrarrelógio sub-23   | CC   | Dmytro Grabovskyy         | Seleção da Ucrânia                   |
| align="center"\| 9        | Giro della Valsesia 1                      | 1.2  | Simone Bruson             | GS Podenzano                         |
| align="center"\| 10       | Pomorski Klasyk                            | 1.2  | Piotr Wadecki             | Intel-Action                         |
| align="center"\| 10       | Grand Prix de Dourges                      | 1.2  | Gregorz Kwiatkowski       | EC Raismes                           |
| align="center"\| 10       | Giro della Valsesia 2                      | 1.2  | Piergiorgio Camussa       | Progetto Ciclismo Alplast            |
| align="center"\| 10       | Giro do Meio Brenta                        | 1.2  | Manuele Spadi             | Ceramica Flaminia                    |
| align="center"\| 10       | De Drie Zustersteden                       | 1.2  | Peter Wuyts               | MrBookmaker-Sports Tech              |
| align="center"\| 10       | Campeonato Europeu em Estrada sub-23       | CC   | František Raboň           | Seleção da República Checa           |
| align="center"\| 16       | Troféu Banca Popular de Vicenza            | 1.2  | Marco Vivian              | Trevigiani Dynamon                   |
| align="center"\| 17       | Giro do Casentino                          | 1.2  | Vasil Kiryienka           | Grassi-Marco Pantani                 |
| align="center"\| 17       | Coppa Colli Briantei Internazionale        | 1.2  | Harald Starzengruber      | Trevigiani Dynamon                   |
| align="center"\| 20 ao 24 | Volta à Saxónia                            | 2.1  | Mathew Hayman             | Rabobank                             |
| align="center"\| 22 ao 24 | Brixia Tour                                | 2.1  | Emanuele Sella            | Ceramica Panaria-Navigare            |
| align="center"\| 23       | Grande Prêmio Bradlo                       | 1.2  | Martin Riska              | PSK Whirlpool                        |
| align="center"\| 24       | Grande Prêmio Inda                         | 1.2  | Daniele Dei Nucci         | Grassi-Marco Pantani                 |
| align="center"\| 24       | Grande Prêmio da Villa de Pérenchies       | 1.2  | Aivaras Baranauskas       | Roubaix-Lille Metropole              |
| align="center"\| 25       | Clássica de Ordizia                        | 1.1  | Carlos García Quesada     | Comunidade Valenciana                |
| align="center"\| 25 ao 29 | Tour de Valônia                            | 2.hc | Luca Celli                | Barloworld-Valsir                    |
| align="center"\| 26 ao 30 | Dookola Mazowsza                           | 2.1  | Piotr Zaradny             | Knauf                                |
| align="center"\| 30       | Luk Challenge                              | 1.1  | Jens Voigt / Bobby Julich | CSC                                  |
| align="center"\| 31       | Circuito de Guecho                         | 1.1  | David Fernández           | Andaluzia-Paul Versam                |
| align="center"\| 31       | Polynormande                               | 1.1  | Philippe Gilbert          | Française des Jeux                   |

### Agosto
| Data                      | Corrida                                                    | Cat. | Ganhador               | Equipa do ganhador                   |
| ------------------------- | ---------------------------------------------------------- | ---- | ---------------------- | ------------------------------------ |
| align="center"\| 2 ao 4   | Paris-Corrèze                                              | 2.1  | Frédéric Finot         | Française des Jeux                   |
| align="center"\| 2 ao 6   | Volta a Leão                                               | 2.2  | Enrique Salgueiro      | Spiuk                                |
| align="center"\| 3 ao 7   | Volta à Dinamarca                                          | 2.hc | Ivan Basso             | Team CSC                             |
| align="center"\| 4        | Grande Prêmio Cidade de Camaiore                           | 1.1  | Maxim Iglinskiy        | Domina Vacanze                       |
| align="center"\| 4 ao 7   | Tour de Malopolska                                         | 2.2  | Cezary Zamana          | Intel-Action                         |
| align="center"\| 5 ao 15  | Volta a Portugal                                           | 2.hc | Vladimir Efimkin       | Barloworld-Valsir                    |
| align="center"\| 6        | Giro de Lazio                                              | 1.hc | Filippo Pozzato        | Quick Step                           |
| align="center"\| 7        | Tour de Bochum                                             | 1.1  | Lubor Tesař            | Team Akud                            |
| align="center"\| 7 ao 10  | Tour de l'Ain                                              | 2.1  | Carl Naibo             | Bretagne-Jean Floc'h                 |
| align="center"\| 7 ao 11  | Volta a Burgos                                             | 2.hc | Juan Carlos Domínguez  | Saunier Duval-Scott                  |
| align="center"\| 9        | GP Fred Mengoni                                            | 1.1  | Luca Mazzanti          | Ceramica Panaria-Navigare            |
| align="center"\| 10       | Troféu Cidade de Castelfidardo                             | 1.1  | Murilo Fischer         | Naturino-Sapore di Mare              |
| align="center"\| 10 ao 14 | Regio-Tour                                                 | 2.1  | Nico Sijmens           | Landbouwkrediet-Colnago              |
| align="center"\| 13       | Tour da Hainleite                                          | 1.1  | Bert Grabsch           | Phonak                               |
| align="center"\| 13       | GP Città dei Felino                                        | 1.2  | Matteo Priamo          |                                      |
| align="center"\| 13       | Copa dos Carpatos                                          | 1.2  | Radosław Romanik       | DHL-Author                           |
| align="center"\| 14       | Memorial Henryk Lasak                                      | 1.1  | Marek Maciejewski      | PSB Atlas Orbea                      |
| align="center"\| 14       | Subida a Urkiola                                           | 1.1  | Joaquim Rodríguez      | Saunier Duval-Prodir                 |
| align="center"\| 14       | Troféu Internacional Bastianelli                           | 1.2  | Davide Torosantucci    | Universal Caffé-Styloffice           |
| align="center"\| 14       | Scandinavian Race                                          | 1.2  | Christofer Stevenson   | Saunier Duval-Prodir                 |
| align="center"\| 14       | Havant International Grand Prix                            | 1.2  | Russell Downing        | Recycling.co.uk                      |
| align="center"\| 15       | Puchar Ministra Obrony Narodowej                           | 1.2  | Gregorz Zoledziowski   | Legia-Bazyliszek                     |
| align="center"\| 16       | Tre Valli Varesine                                         | 1.hc | Stefano Garzelli       | Liquigas-Bianchi                     |
| align="center"\| 16       | Grande Prêmio Capodarco                                    | 1.2  | Fernando Ferreiro      |                                      |
| align="center"\| 16 ao 19 | Tour de Limusino                                           | 2.1  | Sébastien Joly         | Crédit Agricole                      |
| align="center"\| 17       | Coppa Agostoni                                             | 1.1  | Paolo Valoti           | Domina Vacanze                       |
| align="center"\| 17       | Gara Ciclistica Milionaria                                 | 1.2  | Davide Torosantucci    | Universal Caffé-Styloffice           |
| align="center"\| 18       | Coppa Bernocchi                                            | 1.1  | Danilo Napolitano      | Team LPR                             |
| align="center"\| 20       | Tour de Rijke                                              | 1.1  | Stefan van Dijk        | MrBookmaker-Sports Tech              |
| align="center"\| 20       | Giro do Veneto                                             | 1.hc | Eddy Mazzoleni         | Lampre-Caffita                       |
| align="center"\| 20       | Szlakiem Walk Majora Hubala                                | 1.2  | Tomasz Kiendyś         | Knauf                                |
| align="center"\| 20       | Grande Premeio Área Metropolitana de Vigo                  | 1.2  | Francisco Tomás García | Paredes Rota dos Móveis-Beira Tâmega |
| align="center"\| 21       | Clássica dos Portos                                        | 1.1  | Xabier Zandio          | Illes Balears-Caisse d'Epargne       |
| align="center"\| 21       | Châteauroux Classic de l'Indre                             | 1.1  | Jimmy Casper           | Cofidis                              |
| align="center"\| 21       | Grande Prêmio Cidade de Vigo                               | 1.2  | José Carlos Rodrigues  | Paredes Rota dos Móveis-Beira Tâmega |
| align="center"\| 23       | Grande Prêmio da Villa de Zottegem                         | 1.1  | Thomas Dekker          | Rabobank                             |
| align="center"\| 23 ao 26 | Tour de Poitou Charentes                                   | 2.1  | Sylvain Chavanel       | Bouygues Telecom                     |
| align="center"\| 24       | Druivenkoers Overijse                                      | 1.1  | Leonardo Duque         | Jartazi Granville                    |
| align="center"\| 24       | Grande Prêmio Nobili Rubinetterie                          | 1.1  | Damiano Cunego         | Lampre-Caffita                       |
| align="center"\| 25       | Grande Prêmio Indústria e Commercio Artigianato Carnaghese | 1.1  | Simon Gerrans          | Ag2r Prévoyance                      |
| align="center"\| 28       | Tour de Sachsenring                                        | 1.2  | Karsten Volkmann       | RSH                                  |
| align="center"\| 29       | Grande Prêmio de Beuvry-a-Forêt                            | 1.2  | Maint Berkenbosch      | Trientalis APAC Team                 |
| align="center"\| 30       | Schaal Sels                                                | 1.1  | Marcin Sapa            | Knauf                                |
| align="center"\| 30 ao 4  | Volta à Grã-Bretanha                                       | 2.1  | Nick Nuyens            | Quick Step                           |
| align="center"\| 30 ao 4  | Giro do Vale de Aosta                                      | 2.2  | Morris Possoni         | Lampre-Caffita                       |
| align="center"\| 31 ao 4  | Tour de Hesse                                              | 2.1  | Cezary Zamana          | Intel-Action                         |
| align="center"\| 31 ao 4  | Tour da Eslováquia                                         | 2.2  | Martin Prazdnovsky     | CK ZP Sport A.S. Podbrezova          |

### Setembro
| Data                      | Corrida                                  | Cat. | Ganhador                            | Equipa do ganhador          |
| ------------------------- | ---------------------------------------- | ---- | ----------------------------------- | --------------------------- |
| 1                         | Troféu Melinda                           | 1.1  | Damiano Cunego                      | Lampre-Caffita              |
| align="center"\| 1 ao 10  | Tour de l'Avenir                         | 2.1  | Lars Ytting Bak                     | Team CSC                    |
| align="center"\| 2 ao 4   | Stuttgart–Strasbourg                     | 2.2  | Michael Muck                        | Team Agutí                  |
| align="center"\| 3        | Coppa Placci                             | 1.hc | Paolo Valoti                        | Domina Vacanze              |
| align="center"\| 4        | Grande Prêmio Jef Scherens               | 1.1  | Joost Posthuma                      | Rabobank                    |
| align="center"\| 4        | Giro da Romagna                          | 1.1  | Danilo Napolitano                   | Team LPR                    |
| align="center"\| 4        | Dúo Normando                             | 1.2  | Sylvain Chavanel / Thierry Marichal | Cofidis                     |
| align="center"\| 7        | Memorial Rik Van Steenbergen             | 1.1  | Jean-Patrick Nazon                  | Ag2r Prévoyance             |
| align="center"\| 8 ao 11  | Giro de Toscana                          | 2.2  | Sergéi Firsánov                     | Rietumu Bank                |
| align="center"\| 10       | Paris-Bruxelas                           | 1.hc | Robbie McEwen                       | Davitamon-Lotto             |
| align="center"\| 10 ao 11 | Triptyque des Barrages                   | 2.2  | Lars Boom                           | Rabobank Continental        |
| align="center"\| 10 ao 16 | Volta à Bulgária                         | 2.2  | Martin Prazdnovsky                  | CK ZP Sport A.S. Podbrezova |
| align="center"\| 11       | Tour de Nuremberga                       | 1.1  | Ronny Scholz                        | Gerolsteiner                |
| align="center"\| 11       | Grande Prêmio de Fourmies                | 1.hc | Robbie McEwen                       | Davitamon-Lotto             |
| align="center"\| 14       | Grande Prêmio de Valônia                 | 1.1  | Nick Nuyens                         | Quick Step                  |
| align="center"\| 16       | Campeonato de Flandres                   | 1.1  | Serguéi Lagutín                     | Landbouwkrediet-Colnago     |
| align="center"\| 16 ao 17 | Tour da Somme                            | 2.2  | Erki Pütsep                         | Ag2r Prévoyance             |
| align="center"\| 17       | Grande Prêmio Cidade de Misano Adriático | 1.1  | Guillermo Bongiorno                 | Ceramica Panaria-Navigare   |
| align="center"\| 17       | Giro do Canavese                         | 1.2  | Oscar Gatto                         | Zalf Désirée Fior           |
| align="center"\| 18       | Troféu Gianfranco Bianchin               | 1.2  | Matteo Priamo                       | GS Promosport               |
| align="center"\| 18       | G. P. Indústria e Comércio de Prato      | 1.1  | Murilo Fischer                      | Naturino-Sapore di Mare     |
| align="center"\| 18       | Grande Prêmio de Isbergues               | 1.1  | Niko Eeckhout                       | Chocolade Jacques-T Interim |
| align="center"\| 18       | Chrono Champenois                        | 1.2  | Mathieu Heijboer                    | Rabobank Continental        |
| align="center"\| 21       | Circuito de Houtland                     | 1.2  | Kevin Van Impe                      | Chocolade Jacques-T Interim |
| align="center"\| 24       | Delta Profronde                          | 1.1  | Bram de Groot                       | Rabobank                    |
| align="center"\| 27       | Circuit de l'Escaut                      | 1.1  | Niko Eeckhout                       | Chocolade Jacques-T Interim |
| align="center"\| 27       | Itália Ruota d'Oro                       | 1.2  | Luca Mazzanti                       | Ceramica Panaria-Navigare   |
| align="center"\| 29 ao 2  | Circuito Franco-Belga                    | 2.1  | Marco Zanotti                       | Liquigas-Bianchi            |

### Outubro
| Data                | Corrida                      | Cat. | Ganhador             | Equipa do ganhador      |
| ------------------- | ---------------------------- | ---- | -------------------- | ----------------------- |
| align="center"\| 1  | Memorial Cimurri             | 1.1  | Murilo Fischer       | Naturino-Sapore di Mare |
| align="center"\| 1  | Piccolo Giro de Lombardia    | 1.2  | Ruslan Gryschenko    | Naturino-Sapore di Mare |
| align="center"\| 6  | Coppa Sabatini               | 1.1  | Alessandro Bertolini | Domina Vacanze          |
| align="center"\| 6  | Paris-Bourges                | 1.1  | Lars Ytting Bak      | CSC                     |
| align="center"\| 8  | Giro de Emília               | 1.hc | Gilberto Simoni      | Lampre-Caffita          |
| align="center"\| 9  | Grande Prêmio Bruno Beghelli | 1.1  | Murilo Fischer       | Naturino-Sapore di Mare |
| align="center"\| 9  | Paris-Tours sub-23           | 1.2  | Fabien Patanchon     | Ent Sud Gascogne        |
| align="center"\| 11 | Prêmio Nacional de Clausura  | 1.1  | Gert Steegmans       | Davitamon-Lotto         |
| align="center"\| 13 | Giro do Piemonte             | 1.hc | Murilo Fischer       | Naturino-Sapore di Mare |

## Classificações finais

### Individual
| Posição | Ciclista          | Pontos |
| ------- | ----------------- | ------ |
| 1       | Murilo Fischer    | 748    |
| 2       | Stefan Van Dijk   | 503    |
| 3       | Niko Eeckhout     | 492    |
| 4       | Ruggero Marzoli   | 456    |
| 5       | Stefan Schumacher | 441    |
| 6       | Danilo Napolitano | 440    |
| 7       | Luca Mazzanti     | 413    |
| 8       | Vladimir Efimkin  | 402    |
| 9       | Paride Grillo     | 357    |
| 10      | Nico Sijmens      | 356    |

| 11 | Cândido Barbosa    | 347 |
| 12 | František Raboň    | 344 |
| 13 | Martin Pradznovsky | 323 |
| 14 | Ruben Plaza        | 322 |
| 15 | Tomas Vaitkus      | 321 |
| 16 | Cezary Zamana      | 320 |
| 17 | Kai Reus           | 307 |
| 18 | Marcel Sieberg     | 303 |
| 19 | Mikhaylo Khalilov  | 291 |
| 20 | Hans Dekkers       | 286 |

### Equipas
| Posição | Equipa                    | Pontos |
| ------- | ------------------------- | ------ |
| 1       | Ceramica Panaria-Navigare | 1.847  |
| 2       | Ag2r Prévoyance           | 1.720  |
| 3       | Comunidade Valenciana     | 1.654  |
| 4       | Barloworld-Valsir         | 1.494  |
| 5       | Naturino-Sapore di Mare   | 1.487  |
| 6       | LPR                       | 1.400  |
| 7       | Rabobank Continental      | 1.384  |
| 8       | MrBookmaker-Sports Tech   | 1.200  |
| 9       | Landbouwkrediet-Colnago   | 1.199  |
| 10      | Intel-Action              | 1.091  |

| 11 | Chocolade Jacques-T Interim | 1.089 |
| 12 | Acqua & Sapone-Adria Mobil  | 1.077 |
| 13 | Bretagne-Jean Floc'h        | 854   |
| 14 | Perutnina Ptuj              | 824   |
| 15 | Omnibike Dynamo Moskow      | 820   |
| 16 | Agritubel                   | 799   |
| 17 | Team Wiesenhof              | 780   |
| 18 | PSK Whirlpool               | 771   |
| 19 | Jartazi-Revor               | 768   |
| 20 | Spiuk                       | 753   |

### Países
| Posição | País          | Pontos |
| ------- | ------------- | ------ |
| 1       | Itália        | 3.130  |
| 2       | Espanha       | 2.432  |
| 3       | Países Baixos | 2.145  |
| 4       | Polónia       | 2.027  |
| 5       | Bélgica       | 1.998  |
| 6       | Rússia        | 1.778  |
| 7       | França        | 1.707  |
| 8       | Alemanha      | 1.501  |
| 9       | Chéquia       | 1.234  |
| 10      | Portugal      | 1.168  |

| 11 | Ucrânia      | 1.033 |
| 12 | Reino Unido  | 880   |
| 13 | Bielorrússia | 827   |
| 14 | Eslovênia    | 811   |
| 15 | Lituânia     | 801   |
| 16 | Dinamarca    | 790   |
| 17 | Eslováquia   | 770   |
| 18 | Irlanda      | 683   |
| 19 | Suécia       | 595   |
| 20 | Bulgária     | 497   |